# Nicolò D'Antino
Nicolò D'Antino (Trento, 22 giugno 1999) è un pallamanista italiano, ala destra del Frigoríficos del Morrazo Cagnas e della nazionale italiana.

## Carriera

### Club

#### Pressano
Nato a Trento, muove i suoi primi passi nel comune di Lavis, a pochi chilometri dal capoluogo, nelle file del Pressano, dove gioca anche il fratello Pascal. Esordisce giovanissimo all'età di quattordici anni in prima squadra, segnando il suo primo gol nella stagione 2014-2015 a quindici anni compiuti. Viene considerato uno dei migliori prospetti della pallamano italiana e a livello giovanile fa incetta di titoli. Nonostante ciò, non riesce a trovare continuità in prima squadra.

#### Junior Fasano
Il 7 agosto 2016 viene ufficializzato il suo passaggio in prestito alla Junior Fasano. Appena arrivato vince la Supercoppa italiana e a fine stagione compie il treble nazionale conquistando campionato e Coppa Italia.
A dicembre 2016 viene votato dai tecnici di Serie A come miglior giovane under 20 italiano.
Il secondo anno in Puglia è più deludente vista l'assenza di titoli per la squadra biancoblù, ma D'Antino rimane uno dei migliori dal punto di vista realizzativo superando le 100 reti in campionato.

#### Nava
Il 12 luglio 2018 si accasa ufficialmente in seconda lega spagnola, al Balonmano Nava, squadra con ambizioni di promozione in Liga ASOBAL. Al suo primo anno vince la seconda divisione e viene promosso, giocando 29 partite con una media reti per partita di 2,34.
Al secondo anno, quello dell'esordio di Asobal, a causa della pandemia di COVID-19, il campionato viene concluso anticipatamente: il Nava si salva in maniera agevole e D'Antino chiude la stagione segnando più reti dell'annata precedente giocando nove partite in meno.
Nella sua terza stagione in Spagna gioca meno, con gli allenatori (Dorado prima, Equisoain poi) che gli preferiscono lo spagnolo Bernabeu Baeza. Nonostante ciò, a salvezza conquistata, D'Antino prolunga il contratto in scadenza.
La stagione 2021-2022 è quella della consacrazione personale: per la prima volta in quattro stagioni al Nava, D'Antino riesce a superare soglia 100 reti in campionato. Le convincenti prestazioni e la regolarità con la quale viene impiegato lo convincono a rinnovare per un'ulteriore stagione, prima però di sapere che la sua squadra retrocederà in Divison de Plata all'ultima giornata: la sconfitta contro Anaitasuna e la contemporanea vittoria del Sinfín ad Antequera, posizionano il Nava al penultimo posto in classifica, scavalcato proprio dal Sinfín. 

#### Atletíco Valladolid
Il regolamento della División de Plata consente ai club un tetto massimo di cinque giocatori stranieri: Smetanka, Carró, Prokop, Moyano e Patotski vengono confermati, mentre Vujović e D'Antino sono costretti a lasciare la squadra, nonostante il rinnovo firmato pochi mesi prima. Il 5 luglio 2022 viene ufficializzato il suo passaggio in prestito per una stagione all'Atletíco Valladolid, squadra di Liga Asobal. La prima parte di campionato lo consacra come il capocannoniere della squadra, ma a gennaio rimedia un brutto infortunio che lo tiene lontano dal campo per tutto il resto della stagione. Concluso il prestito e scaduto il contratto che lo legava al Nava, D'Antino firma con l'Atletíco un accordo fino al 2025. Al termine della stagione, con l'Atleti al settimo posto e a sei punti dalla zona Europa, non rinnova il contratto con il club.

#### Cangas
Il 9 giugno viene reso ufficiale dal Frigoríficos del Morrazo Cangas la firma di D'Antino per una stagione.

### Nazionale
Il 4 dicembre 2024 viene inserito nella long list dei convocati per il ritiro pre Mondiale 2025.

## Palmarès

### Club
- Campionato italiano di pallamano maschile: 1

Junior Fasano: 2017-18
- Coppa Italia (pallamano maschile): 1

Junior Fasano: 2016-17
- Supercoppa italiana (pallamano maschile): 1

Junior Fasano: 2016
- División de Plata: 1

Nava: 2018-19

### Individuale
- FIGH Awards:
miglior giovane U20 2016

- EHF Championship U20 Seconda Divisione:
miglior ala destra 2018

## Statistiche

### Presenze e reti nei club
Statistiche aggiornate al 1 giugno 2025.
| Stagione               | Squadra                | Campionato             | Campionato | Campionato | Coppe nazionali | Coppe nazionali | Coppe nazionali | Coppe continentali | Coppe continentali | Coppe continentali | Altre coppe | Altre coppe | Altre coppe | Totale | Totale |
| Stagione               | Squadra                | Comp                   | Pres       | Reti       | Comp            | Pres            | Reti            | Comp               | Pres               | Reti               | Comp        | Pres        | Reti        | Pres   | Reti   |
| ---------------------- | ---------------------- | ---------------------- | ---------- | ---------- | --------------- | --------------- | --------------- | ------------------ | ------------------ | ------------------ | ----------- | ----------- | ----------- | ------ | ------ |
| 2013-2014              | Pressano               | A                      | 2          | 0          | CI              | 0               | 0               | -                  | -                  | -                  | -           | -           | -           | 2      | 0      |
| 2014-2015              | Pressano               | A                      | 7          | 1          | CI              | 0               | 0               | -                  | -                  | -                  | -           | -           | -           | 7      | 1      |
| 2015-2016              | Pressano               | A                      | 23         | 8          | CI              | 3               | 5               | ChC                | 1                  | 0                  | SI          | 1           | 0           | 28     | 13     |
| Totale Pressano        | Totale Pressano        | Totale Pressano        | 32         | 9          |                 | 3               | 5               |                    | 1                  | 0                  |             | 1           | 0           | 37     | 14     |
| 2016-2017              | Junior Fasano          | A                      | 22         | 107        | CI              | 3               | 10              | -                  | -                  | -                  | SI          | 1           | 3           | 26     | 120    |
| 2017-2018              | Junior Fasano          | A                      | 26         | 111        | CI              | 3               | 3               | -                  | -                  | -                  | SI          | 1           | 1           | 30     | 115    |
| Totale Junior Fasano   | Totale Junior Fasano   | Totale Junior Fasano   | 48         | 218        |                 | 6               | 13              |                    | 0                  | 0                  |             | 2           | 4           | 56     | 235    |
| 2018-2019              | Nava                   | DdP                    | 29         | 68         | CdR             | 2               | 2               | -                  | -                  | -                  | -           | -           | -           | 31     | 70     |
| 2019-2020              | Nava                   | LA                     | 19         | 70         | CdR             | 1               | 4               | -                  | -                  | -                  | -           | -           | -           | 20     | 74     |
| 2020-2021              | Nava                   | LA                     | 34         | 69         | -               | -               | -               | -                  | -                  | -                  | -           | -           | -           | 34     | 69     |
| 2021-2022              | Nava                   | LA                     | 30         | 101        | -               | -               | -               | -                  | -                  | -                  | -           | -           | -           | 30     | 101    |
| Totale Nava            | Totale Nava            | Totale Nava            | 112        | 309        |                 | 3               | 6               |                    | -                  | -                  |             | -           | -           | 115    | 315    |
| 2022-2023              | Atl. Valladolid        | LA                     | 16         | 85         | CdR             | 1               | 5               | -                  | -                  | -                  | -           | -           | -           | 17     | 90     |
| 2023-2024              | Atl. Valladolid        | LA                     | 15         | 60         | CdR             | 1               | 3               | -                  | -                  | -                  | -           | -           | -           | 16     | 63     |
| 2024-2025              | Atl. Valladolid        | LA                     | 21         | 76         | CdR             | 2               | 10              | -                  | -                  | -                  | -           | -           | -           | 23     | 86     |
| Totale Atl. Valladolid | Totale Atl. Valladolid | Totale Atl. Valladolid | 52         | 221        |                 | 4               | 18              |                    | -                  | -                  |             | -           | -           | 66     | 239    |
| 2025-2026              | Cangas                 | LA                     | 0          | 0          | CdR             | 0               | 0               | -                  | -                  | -                  | -           | -           | -           | 0      | 0      |
| Totale carriera        | Totale carriera        | Totale carriera        | 244        | 756        |                 | 16              | 42              |                    | 1                  | 0                  |             | 3           | 4           | 264    | 791    |

### Cronologia, presenze e reti in nazionale
Aggiornato al 5 novembre 2023.
| Data       | Città     | In casa     | Risultato | Ospiti      | Competizione                 | Reti |
| ---------- | --------- | ----------- | --------- | ----------- | ---------------------------- | ---- |
| 12-01-2018 | Bolzano   | Italia      | 29-28     | Ucraina     | Qual. Mondiali 2019          |      |
| 10-01-2019 | Benevento | Italia      | 26-26     | Kosovo      | Qual. Mondiali 2021          | 1    |
| 11-01-2019 | Benevento | Georgia     | 28-25     | Italia      | Qual. Mondiali 2021          |      |
| 08-11-2020 | Pescara   | Italia      | 24-39     | Norvegia    | Qual. Euro22                 | 1    |
| 07-01-2021 | Chieti    | Italia      | 28-17     | Lettonia    | Qual. Euro22                 | 2    |
| 10-01-2021 | Valmiera  | Lettonia    | 31-29     | Italia      | Qual. Euro22                 | 4    |
| 10-03-2021 | Minsk     | Bielorussia | 37-32     | Italia      | Qual. Euro22                 | 2    |
| 14-01-2022 | Tórshavn  | Lettonia    | 23-36     | Italia      | Qual. Mondiali 2023          | 7    |
| 15-01-2022 | Tórshavn  | Italia      | 26-27     | Fær Øer     | Qual. Mondiali 2023          | 3    |
| 16-01-2022 | Tórshavn  | Italia      | 29-28     | Lussemburgo | Qual. Mondiali 2023          | 4    |
| 16-03-2022 | Padova    | Italia      | 28-29     | Slovenia    | Qual. Mondiali 2023          |      |
| 20-03-2022 | Celje     | Slovenia    | 28-21     | Italia      | Qual. Mondiali 2023          | 2    |
| 27-06-2022 | Arzew     | Egitto      | 38-35     | Italia      | Giochi del Mediterraneo 2022 | 5    |
| 30-06-2022 | Arzew     | Italia      | 33-34     | Serbia      | Giochi del Mediterraneo 2022 | 5    |
| 01-07-2022 | Arzew     | Tunisia     | 34-29     | Italia      | Giochi del Mediterraneo 2022 |      |
| 04-07-2022 | Arzew     | Italia      | 34-25     | Turchia     | Giochi del Mediterraneo 2022 | 1    |
| 13-10-2022 | Katowice  | Polonia     | 30-23     | Italia      | Qual. Euro24                 | 2    |
| 16-10-2022 | Pescara   | Italia      | 29-40     | Francia     | Qual. Euro24                 | 1    |
| 01-11-2023 | Sakarya   | Turchia     | 37-28     | Italia      | Qual. Mondiali 2025          | 1    |
| 05-11-2023 | Chieti    | Italia      | 37-27     | Turchia     | Qual. Mondiali 2025          |      |
| Totale     |           | Presenze    | 20        |             | Reti                         | 41   |